# Alchemilla eurystoma
Alchemilla eurystoma es una especie de planta del género Alchemilla, perteneciente a la familia Rosaceae.

## Taxonomía
Alchemilla eurystoma fue descrita por S. E. Fröhner en 2001.

## Distribución
Se encuentra en el territorio de Austria.